# Inżynieria przemysłowa
Inżynieria przemysłowa (ang. industrial engineering) – dziedzina techniki, która zajmuje się przemysłem i teorią zarządzania. Rozwój inżynierii przemysłowej i jej konsolidacja z zarządzaniem jako jeden przedmiot nastąpił równocześnie z procesem modernizacji, która rozpoczęła się w następstwie rewolucji przemysłowej. Rozwój ten wynikał z potrzeby znalezienia rozwiązań dla problemów, które pojawiły się w organizacjach i z potrzeby rozwoju nowych metod badawczych, które miały na celu zwiększenie efektywności produkcji oraz obniżenie kosztów produkcji i eksploatacji. Metody tych badań oparte są na modelach matematycznych i naukowych.
Wraz z rozwojem industrializacji i tworzeniem organizacji zajmujących się świadczeniem usług, nie tylko rozszerzyło się pole sektora produkcyjnego, ale także przemysł.
Inżynieria przemysłowa dostarcza rozwiązania dobrze pasujące do zamieniających się procesów produkcyjnych w obszarze zarządzania usługami i umożliwia poprawę procesów organizacyjnych, co znajduje odzwierciedlenie w oszczędnościach w kosztach operacyjnych, a tym samym zwiększa rentowność organizacji.
Branża inżynierii przemysłowej i zarządzania jest dziedziną dynamiczną, która rozwija się podczas dostosowywania do potrzeb gospodarki, stale dąży do usprawnienia i poprawy procesów organizacyjnych oraz zwiększenia wydajności produkcji.
Inżynierów włączono do wszystkich sektorów gospodarki, ponieważ są oni niezbędni w funkcjonowaniu organizacji oraz umożliwienia to integrację wewnątrzorganizacyjną.

## Etapy rozwoju inżynierii przemysłowej
Podstawy inżynierii przemysłowej zaczęły być budowane w XX wieku. Pierwsza połowa XX wieku charakteryzuje się naciskiem na zwiększanie wydajności i zmniejszanie kosztów organizacji przemysłowych.
W 1909 r. Frederick Winslow Taylor opublikował swoją teorię naukowej organizacji, która obejmowała dokładne analizy ludzkiej pracy, systematyczne definicje metod, narzędzi i szkoleń dla pracowników. Taylor zajmował się czasem za pomocą liczników i próbował ustanowić standardy. Udało mu się zwiększyć wydajność pracy przy jednoczesnym obniżeniu jej kosztów i zwiększeniu wynagrodzeń pracowników.
W 1912 roku Henry Laurence Gantt opracował wykres Gantta, w którym nakreślono działania organizacji wraz z ich relacjami.
Linie montażowe w fabryce samochodów, stworzone przez Henry Forda (1913) stanowiły znaczący krok naprzód w tej dziedzinie. Ford zmniejszył czas montażu samochodu z ponad 700 godzin do 1,5 godziny. Ponadto był pionierem w zakresie ekonomii dobrobytu („kapitalizmu opiekuńczego”) i w zakresie zachęt finansowych dla pracowników, w celu zwiększenia ich wydajności.
Kompleksowy system zarządzania jakością (TQM) opracowany w latach 40., po II wojnie światowej był częścią odbudowy Japonii po wojnie.
Od 1960 do 1975 r., wraz z rozwojem systemów wspomagania decyzji w zaopatrzeniu, takich jak planowanie zapotrzebowania materiałowego (MRP), można podkreślić kwestię rozrządu (gospodarka magazynowa, produkcja, transport itp.) organizacji przemysłowej.
W latach siedemdziesiątych, wraz z popularyzacją japońskich teorii zarządzania, takich jak Kaizen i Kanban, została przeniesiona uwaga na kwestie jakości, czas dostawy i elastyczność.
W latach dziewięćdziesiątych, po procesie globalizacji przemysłu nacisk kładziony był na zarządzanie łańcuchem dostaw (ang. Drum-Buffer-Rope, DBR) i zorientowane procesów biznesowych na klienta. Teoria ograniczeń opracowana przez izraelskiego naukowca Elijjahu M. Goldratta (1985) i jego książka „Cel” (po angielsku „The Goal”) jest kamieniem milowym w tej dziedzinie.
Praktyka inżynierii przemysłowej i zarządzania obejmuje szeroki zakres tematów, bo jest to dyscyplina multidyscyplinarna:
Inżynieria produkcji – metody i sposoby IPO (projektu kontroli produkcji), Projektowanie instalacji, obsługi systemów produkcyjnych, planowanie, harmonogramowanie, zakupów i zapasów.

## Multidyscyplina
Inżynieria przemysłowa jest dziedziną multidyscyplinarną i obejmuje m.in.:
- planowanie i zarządzanie projektem,
- organizację i metody,
- normalizację standardów – pracowników i maszyn,
- Komputerowo Zintegrowane Wytwarzanie (CIM),
- ekonomię i zarządzanie finansami,
- systemy informatyczne – projektowanie, budowa i zarządzanie wszystkimi obszarami organizacji przy pomocy systemów informatycznych,
- metody określania ilościowych i jakościowych wskaźników – badania, statystyki,
- doradztwo organizacyjne i struktury organizacyjne,
- organizational behavior,
- decyzje zarządcze,
- robotykę